# ニルモレンドゥ・グン

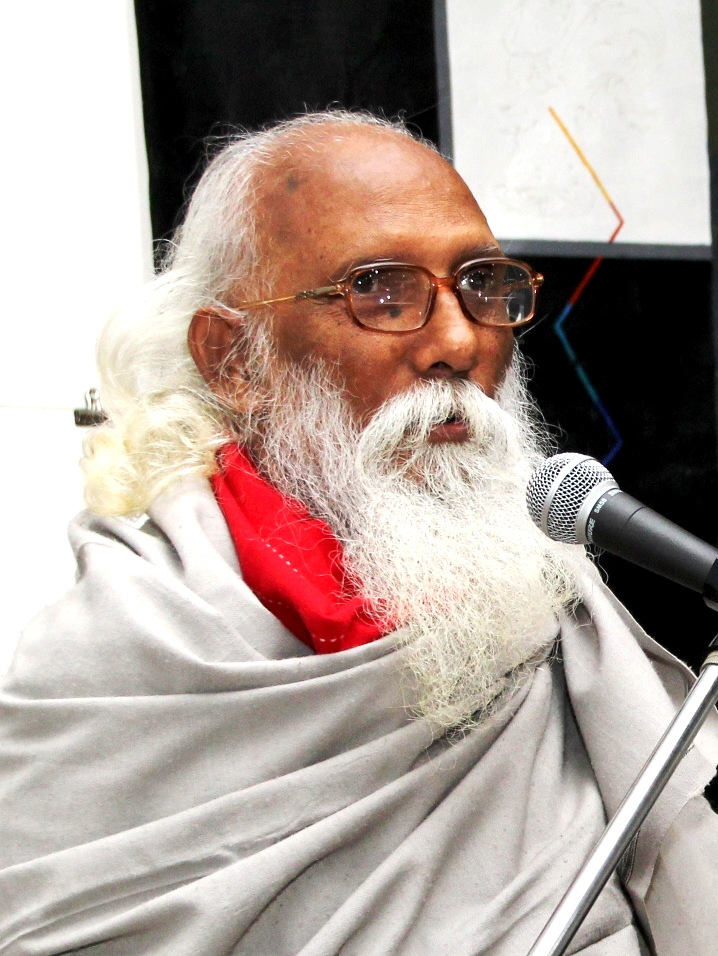
ニルモレンドゥ・グン　2016年

ニルモレンドゥ・グン（ ベンガル語: নির্মলেন্দু গুণ、1945年 - ）は、バングラデシュの詩人。東ベンガルのモエモンシンホに生まれる。
1960年代から知られるようになり、1970年に初の詩集『Premāṃśura rakta cāi（プレマンシュの血が欲しい）』を発表する。以後、独立前後のバングラデシュの社会を意識した作品を発表して若者を中心に支持される。1982年にバングラ・アカデミー賞 (Bangla Academy Award) を受賞した。

## 日本語訳著作
- 『バングラデシュ詩選集』　丹羽京子編訳、大同生命国際文化基金〈アジアの現代文芸シリーズ〉、2007年。 - 以下の作品を収録。
  - 「指名手配」
  - 「愛の硬貨」
  - 「人間」
  - 「満月のなかの死」
  - 「初めてのお客」
  - 「戦争に行かなかったから」
  - 「私の世界」
  - 「うしろを見れば」
  - 「君の不在」
  - 「詩人の庭」
  - 「旅の終わり」
  - 「農民たちとの会話」
  - 「夢、新たな地平の炎」
  - 「人生で初めての雪」
  - 「私は毒を飲んでいる、永遠よ」
  - 「もうひとつの季節がある」
  - 「手紙--１９７６」
  - 「二ロンジョンの地球」
  - 「墓と監獄」
  - 「ふと見ると」
  - 「今も海は以前のようであるか」
  - 「カシュボンと私の母」
  - 「空シリーズ一」
  - 「空シリーズ二」
  - 「空シリーズ三」
  - 「洪水--１９８８」
  - 「私があばら骨をむきだしにして立つとき」